# Cao thủ như lâm
Vô giải khả kích chi Cao thủ như lâm (giản thể: 无懈可击之高手如林; phồn thể: 無懈可擊之高手如林; bính âm: Wu Xie Ke Ji Zhi Gao Shou Ru Lin) là một bộ phim truyền hình Trung Quốc được đạo diễn Tưởng Gia Tuấn sản xuất năm 2011. Bộ phim là phần kế tiếp của series Vô giải khả kích (không thể đánh bại), nối tiếp phần phim trước đó là Mỹ nữ như vân đã được sản xuất năm 2010.

## Nội dung
Câu chuyện bắt đầu từ tổ chức buôn bán Hợp Tung liên minh tiếp xúc với phó tổng tài marketing Từ Nhiên của xí nghiệp lớn nhất về hàng tiêu dùng V. Từ Nhiên là người mà Hợp Tung Liên Minh hy vọng thu nạp được, anh ấy gần 10 năm đã bay lên trở thành người thành công cao cấp nhất trong giới. Cùng lúc cuộc sống của Từ Nhiên ở thế giới mạng có một ký giả bình thường hơi ngớ ngẩn Thang Thất Thất làm lung lay quy hoạch cuộc sống hoàn mỹ của Từ Nhiên. Hai người này không ngừng trong xung đột và va chạm phát sinh tình cảm quấn quýt. Bị chân thành và lương thiện của Thang Thất Thất đả động, Từ Nhiên quyết tâm trực diện đối kháng với Hợp Tung Liên Minh. Sau khi trải qua một quá trình học được bài học kinh nghiệm với hàng loạt âm mưu hãm hại, Từ Nhiên bị đuổi khỏi công ty, trong một đêm hai bàn tay trắng, mà lúc này Từ Nhiên mới phát hiện bàn tay đen phía sau màn hãm hại anh chính là người anh tin tưởng nhất Khương Đông. Càng làm Từ Nhiên cảm thấy tâm lực quá mệt mỏi, còn nghe tin mẹ đang trong cơn bệnh hiểm nghèo. Thời khắc nguy cấp, Từ Nhiên chọn lựa không bỏ cuộc hướng về phía trước, cuối cùng thành lãnh đạo giới thương nghiệp không thể đánh bại (vô giải khả kích).

## Bảng phân vai
- Hồ Ca vai Từ Nhiên
- Đường Yên vai Thang Thất Thất
- Phạm Dật Thần vai Khương Đông
- Đổng Tuyền vai Phùng Lộ Phi
- Khưu Trạch vai Ngụy Tiếu
- Thích Vi vai Diệp Nhu
- Trương Thế vai Thôi Đại Bỉnh
- Trịnh Hi Di vai Hùng Gia Tiệp
- Lưu Huệ vai Thang Ba Ba
- Tác Lãng Thố vai Giản Đan
- Cao Lỗi vai Triệu Ninh
- An Nhã Bình vai Tô San Vương
- Từ Chính Hy vai Trương Đại Vũ
- Lý Đào vai Giản Đan
- Bành Tân Trí vai Lý Chí Huy
- Chu Hạo Đông vai Phùng Tu Văn